# Списък с модификации на Т-72
Т-72 е съветски основен боен танк. Масовото му производство започва в началото на 1970-те години, и оттогава се превръща в най-масовия танк по света след Т-55. Редица държави разработват свои варианти на Т-72, и произвеждат резервни части, боеприпаси и комплекти за модернизация.

## Варианти

### България
- Т-72АК – класически модел с висока проходимост. Въоръжен с допълнителни радиостанция, антена и навигационна система.
- Т-72М2БГ – модел с подсилена броня, съвременни уреди за нощно виждане, система за намаляване на инфрачервените лъчи, излъчвани от танка, C4I и други модернизации.[1]

#### ГДР
- T 72M – немско означение за Т-72М руско производство и за още 75 базови модела, по-късно модифицирани в ГДР. Включва гумени странични бордове, димни гранатомети „Туча“ и допълнителен 16 mm челен бронелист.
- T 72M „Übergangsversion“ („преходна версия“) – немско означение за 23 Т-72М полско производство с допълнителна броня по корпуса. Доставени през 1986 г.
- T 72K и T72K1 – немски означения за командни танкове.
- T 72TK – немски означения за ВТ-72Б.[1]
- BLP 72 – проект за брониран мостопоставяч, отхвърлен в края на 80-те.
- FAB 172M и FAP 172U – учебно-тренировъчен вариант, базиран на BLP 72. Произведени са 3 машини.

#### Индия
- Аджея МК1 – индийски вариант Т-72М. Освен закупените от СССР, Индия сама произвежда още 900 танка, означени като Аджея МК1. До 1993 всички те са модернизирани до нивото на Т-72М1.[1]
- Аджея МК2 – индийски вариант на Т-72М1. Индия не е възнамерявала да модернизира своите Т-72, тъй като е работила дълго време по проекта за местен ОБТ – Арджун. Програмата е възпрепятствана от множество проблеми и се забавя. Впоследствие е предприет план „Носорог“, според който индийската армия се заема да модернизира 1500 танка Т-72М1. Модернизациите включват реактивна броня, нова СУО, нова термографска апаратура, израелски компютърни навигационни системи, система за лазерна илюминация и ранно предупреждение, модерна ЯХБЗ и нова радиоапаратура, системи за засичане на вражеския огън и по-голям огнеприкривател за оръдието. Двигателят е сменен с полски С-1000 с мощност 1000 к.с. Очаква се между най-малко 800 танка да бъдат модернизирани до Аджея МК2, а останалите ще бъдат частично модернизирани.[1]
- Танк ЕХ – купол на танк Арджун върху каросерия на Т-72. Прототипен модел.

#### Ирак
- Асад Бабил (Вавилонски лъв) – Т-72М иракско производство, с добавена система от електрооптични противомерки, ламинирана броня и няколко премахнати амортисьори за увеличаване проходимостта на танка в пустинни условия.
- Т-72 Саддам – Т-72М с няколко премахнати амортисьори и добавен прожектор на дясната страна на купола.

#### Северна Корея
- Покпхун-хо – силно модернизиран вариант; мощността на двигателя е увеличена до 1100 к.с., куполът и предната част на корпуса са защитени с композитна и реактивна броня, ново 125 mm гладкостволно оръдие, четири ПТУР „Малютка“ или четири ПЗРК „Игла“/„Стрела-2“, премахната е системата за автоматично зареждане, 14,5 mm противовъздушна картечница, значително подобрена е ЯХБ защитата.

#### Куба
- Т-72М1 (да не се бърка със съветския модел) – Т-72М с китайски радиоапарати. Пригоден за влажния климат Куба.
- Т-72М2 (да не се бърка с чужди модели) – Т-72М с допълнителна бронезащита на картечната огнева позиция на купола.

#### Полша
- Т-72М („Обект 172M-E3“) – Т-72М, произведен по лиценз в завода в Гливице.
- Т-72М1 ("Обект 172М-Е5) – износен вариант на Т-72М, произведен по лиценз в Полша.
- Т-72М1D – полско означение за Т-72М1К.
- Ягуар – планирана модернизация на полските Т-72 с помощта на СССР, планирана в средата на 80-те но неосъществена.
- Т-72 Wilk – полска модернизация, включваща чехословашка система за управление на огъня „Кладиво“, предназначена за Т-55АМ, уреди за нощно виждане „Радомка“ за водача и „LIS-Варта“ за командира, лазерен илюминатор „Обра“, противолазерни гранатомети „Телур“, странични метални бронирани панели за колелата и полска реактивна броня Ерава-1 или Ерава-2. Вариантът е доразвит в РТ-91.
- РТ-91 „Тварди“ – полски ОБТ, базиран на Т-72М1.
- T-72M1Z – Т-72М1, модернизиран до РТ-91.
- PZA Loara – самоходно противовъздушно оръдие с шаси на Т-72.
- PZA Loara-A – самоходно противовъздушно оръдие с шаси на РТ-91.
- SJ-09 – учебно-тренировъчен вариант със смален, плосък купол с изкуствено оръдие.
- WZT-3 – бронирана ремонтна машина на базата на Т-72М.

#### Румъния
- ТР-125 – Т-72 произвеждан по лиценз в Румъния, изцяло с румънски части. Ново 125 mm оръдие А555, изцяло композитна броня с дебелина от 570 mm, както и двигател с мощност 900 к.с. Общо са били произведени 3 (според някои експерти 5) прототипа. Предстои изтеглянето им от експлоатация.

#### Русия/СССР
- Т-72 („Обект 172“) – Опитна серия от 1973 г.
- Т-72 „Урал“ („Обект 172М“) – базов модел на танка със 125 mm гладкостволно оръдие Д-81ТМ и оптичен далекомер ТПД-2-49.
- Т-72К – командирска версия на Т-72 „Урал“ с едно допълнително радио и телескопична 10-метрова мачтова антена.
- Т-72 („Обект 172М-Е“) – експортна версия на Т-72 „Урал“ със 125 mm оръдие Д-81ТМ и боекомплект от 44 снаряда. Изнасян най-вече за Ирак и Сирия и строен по лиценз в Полша.
  - Т-72 е една от индийските версии на този танк с френско 155 mm оръдие.
  - Т-72 е и другата индийска версия с британско 155 mm оръдие.
- Робот-2 – Т-72 „Урал“ със система за дистанционен контрол.
- Обект 172-2М – ранна модернизация, ъгълът на бронята е променен на 30 градуса, добавени са странични бронелистове за защита на веригите, подсилена броня на купола и подобрено окачване.
- Т-72А („Обект 176“) – Въоръжен с лазерен прицел на мерача, усъвършенствана електронна система за управление на огъня (СУО), гранатомети за създаване на димна завеса (1х12), усилена броня от синтетични материали, изменения в купола, който е покрит с допълнителни вложки от многослойна броня. Монтирани противорадиолокационни елементи по купола. Предната и горната част на купола са защитени от композитна броня.
- Т-72А обр. 1979 – Т-72А с допълнителен 17 mm слой броня.
- Т-72А обр. 1984 – Т-72А с допълнителна радиационна защита.
- Т-72АК („Обект 176К“) – Командирска версия на Т-72А. Въоръжен с допълнителни радиостанция, антена и навигационна система.
- Т-72АВ („Обект 176В“) – Т-72А с динамична защита Контакт-1 на купола и предната част на корпуса („В“ за „взривной“).
- Т-72М – Експортен вариант на Т-72А. Въоръжен с лазерен далекомер и увеличен боезапас. Произвеждан по лиценз в Полша и Чехословакия.
- Т-72МК – Експортен модел на Т-72АК.
- Т-72М1 – Усъвършенстван вариант на Т-72М. Монтиран допълнителен 16 mm бронелист на челната броня и увеличена бронезащита в останалата част на танка. Произвеждан по лиценз в Полша и Чехословакия.
- Т-72М1К – Командирска версия на Т-72М1. Въоръжен с допълнителни радиостанция, антена и навигационна система. Произвеждан по лиценз в Полша и Чехословакия.
- Т-72М1В – Т-72М1 с реактивна броня Контакт-1.
- Т-72М1М („Обект 172М-Е8“) – Цялостна модернизация на Т-72М1М. Монтиран нов двигател В-84МС (840 к.с.) или В-92С2 (1000 к.с.), система за спътникова навигация, система за ЗОМП, система за ЕМ защита, балистичен компютър и система за активна защита „Арена“.
- Т-72Б („Обект 184“) – вариант на Т-72 от по-ново поколение с множество подобрения – почти утроена дебелина на стандартната броня плюс композитна броня от волфрам и пластмасов слой с керамични елементи, добавен 20 mm бронелист на челната броня, система за лазерно насочване на ракетите 9К119, ново оръдие 2А46М, система за стабилизиране на оръдието, нов лазерен далекомер, двигател В-84-1 с мощност 840 к.с., по-късно е добавена и реактивна броня „Контакт-1“ от 227 на купола, челната броня и страничната броня.
- Т-72БК („Обект 184К“) – Командирска версия на Т-72Б. Въоръжен с допълнителни радиостанция, антена и навигационна система.
- Т-72С – Експортен вариант на Т-72Б с по-опростена ЯХБЗ, само 155 тухли от реактивна броня и други липсващи елементи.
- Т-72СК – Командирска версия на Т-72С. Въоръжен с допълнителни радиостанция и навигационна система. Боекомплектът е съкратен на 37 снаряда.
- Т-72Б1 („Обект 184 – 1“) – Т-72Б без възможност за стрелба с ПТУР и с оптичните уреди на Т-72А.
  - Т-72Б1В – Т-72Б1 с реактивна броня „Контакт-1“.
  - Т-72Б1К („Обект 184-1К“) – Командирска версия на Т-2Б1.
  - Т-72С1 – Износен вариант на Т-72Б1.
  - Т-72С1К – Командирски вариант на Т-72С1 с допълнителни радиостанции и съкратен до 37 снаряда боекомплект.
- Т-72Б обр. 1989 – Т-72Б с реактивна броня „Контакт-5“ и подсилена композитна броня.
- Т-72Б обр. 1990 – Т-72Б обр. 1989 с по-голям далекомер и командирска купола.
  - Т-72БУ (Т-90) („Обект 188“) – Т-72Б обр. 1990 с много нововъведения и компоненти на Т-80.
- Т-72БМ („Обект 184М“) – Развитие на серията Т-72Б. Въоръжен с ПТУР АТ-11 и динамична защита от нов тип: еднослойна (чело на корпуса и купола), двуслойна (върха на купола и страничните бордове), трислойна (странични бордове, чело и връх на купола). Закрепени на люковете, страничните бордове и задната част на купола кевларени екрани. На челото на корпуса са монтирани допълнителни бронещитове. Направени са промени в купола.
- Т-72БМ Рогатка (също и Т-72Б2) обр. 2006 – Т-72Б със значителни подобрения, демонстриран през 2006. Двигател с мощност 1000 к.с., камуфлаж тип „Накидка“, модерна СУО, ново оръдие 2А46М-5 с еталонен сензор за дулото, реактивна броня Реликт.
- Т-72Б3 обр. 2011 – модернизирана версия на Т-72Б; започва да се доставя в руската армия от 2012 г. Танкът е оборудван с нова система за управление на огъня, вградена динамична защита „Контакт-5“, двигател В-84-1 с мощност 840 к.с., цифров балистичен изчислител, многоканален прицел „Сосна-У“, датчик за вятър, нови средства за свръзка, усъвършенстван стабилизатор на въоръжението и комплекс за защита от оръжия за масово поразяване. Доработен е автоматът за зареждане на оръдието за нови типове боеприпаси и е усъвършенствана ходовата част с гъсенични ленти с паралелни шарнири. От 2014 г. се монтира двигател с мощност 1130 к.с.
- Т-72К („Обект 172МК“) – Командирска версия на Т-72. Въоръжен с допълнителни радиостанция, антена и навигационна система.
- БРЕМ-1 – Бронирана ремонтно-евакуационна машина създадена на базата на шасито на Т-72. В лявата част на машината е монтиран хидравличен кран, отпред – хидравлична лопата, а в задната част – товарна платформа. Тегло – 35 t. Екипаж – 3 души.
- МТУ-72 – Брониран мостопоставач. Въоръжен със сгъваем мост с просвет 20 m. Тегло – 40 t. Екипаж – 3 души.
- ИМР-2 – Инженерна машина за направа на походи в телени заграждения. В предната част е монтиран специален нож с изменяема форма, а в средата на корпуса – кран с различни прикачени съоръжения. Тегло – 44,5 t.
- ИМР-2М – Модернизиран вариант на ИМР-2.

#### Словакия
- Т-72М1А – Т-72М1А с подобрено окачване, система за наблюдение на двигателя, реактивна броня, системи за засичане на вражеския огън, ефективни огнеприкриватели, подобрена бронезащита на подовете и веригите, нова скоростна кутия, лазерна система за ранно предупреждение, системи за нощно виждане на шофьора, нов дизелов двигател S12U, словашка система за огневи контрол EFCS3-72A, димни гранатомети и две външни гнезда за сензори.
- Т-72М2 – проект за модернизация с множество нововъведения, до момента без поръчки.
- VT-72C – ВТ-72Б с подобрения, предназначен за износ за Индия. С по-мощен дизелов двигател и по-широк интериор.
- VT-72Ž – инженерен танк, базиран на ВТ-72Б, с телескопична ръка на купола.
- МТ-72 – самоходен мост на базата на Т-72 с обща дължина от 20 метра. Може да покрие 18-метров ров и да издържи тежест до 50 тона.

#### Украйна
- T-72МП – модернизиран вариант на Т-72 за нуждите на украинската армия. Направени са подобрения в двигателя, бронята и системата за управление на огъня (СУО). Модернизацията е направена от украинската фирма КМДБ, в сътрудничество с френски и чешки компании.
- T-72АГ – модернизиран, експортен вариант от украинската фирма КМДБ. Монтиран е усъвършенстван двигател, подобрени са бронезащитата (реактивна броня „Контакт-5“), СУО, оптичните уреди и основното въоръжение.
- Т-72АМ Банан – модернизиран вариант на Т-72А с покритие от реактивна броня „Контакт-1“, с двигател 6ТД-1 или 6ТД-2 (и двата с мощност 1250 к.с.) и допълнителни димни гранатомети.
- Т-72-120 – модернизация на КМДБ с автоматично оръдие КБМ-2, способно да изстрелва натовски 120 mm снаряди или ПТУР.
- БМТ-72 – силно модернизиран вариант с по-мощен (и по-малък) двигател, подобен на този от Т-84, с добавено транспортно отделение за войници.
- БТС-5Б – украински вариант на БРЕМ-1.

#### Чехия
- Т-72М3 CZ – с нови термографски уреди, лазерен далекомер, компютъризиран балистичен калкулатор и навигационно оборудване. Вариантът е бил отхвърлен и впоследствие е разработен Т-72М4 CZ.[1]
  - Т-72М4 CZ – с допълнителна бронезащита, реактивна броня, димни гранатомети от двете страни на купола, компютъризирана СУО Galileo Avionica, двигател Пъркинс CV12-1000 с мощност 1000 к.с. Чехия разполага с 30 танка М4.[1]
  - ВТ-72М4 – модернизирана БРЕМ-72.[1]
- ШХ 2000 Зузана – версия на танка със 155 mm гаубица върху каросерията на Т-72М1.

#### Чехословакия
- Т-72Г – Т-72А, произведен в Чехословакия с леки подобрения – гумени странични бордове и димни гранатомети. Изнасян под същото означение в Близкия изток.
- Т-72М1 – Т-72А, произведен в Чехословакия и предназначен главно за износ, без подобрения.
- ВТ-72 (БРАМ-72) – ремонтно-евакуационна машина на базата на Т-72.
  - ВТ-72Б (БРАМ-72Б) – чехословашки вариант на БРЕМ-1 с добавена надстройка в предната част на машината.[1]

#### Югославия
- М-84 – Т-72М югославско производство
- М-84А – Т-72М югославско производство с композитна броня и двигател с мощност от 1000 к.с.
- М-84АК – командирски вариант на М-84А.
- М-84АБ – експортна версия на М-84
- М-84АБК – командирска версия на М-84АБ.
- М-84АБН – М-84АБ оборудван системи за наземна навигация
- М-84АИ – бойна ремонтна машина с кран и булдозерни лопати, разработена върху М-84А с помощта на полски специалисти.

#### Южноафриканска република
- Т-72 Тигър – южноафрикански вариант с нови оптически уреди, пригоден за климатичните условия на Южна Африка.